# Skräcknatten
Skräcknatten är en amerikansk vampyrfilm från 1985 i regi av Tom Holland, som även skrivit filmens manus. Filmen fick en uppföljare och ett datorspel, båda släppta 1988.

## Handling
Tonåringen Charley upptäcker att grannen är en vampyr, men alla tror att han fantiserar. Han tar hjälp av en programledare från TV för att lösa problemet.

## Rollista i urval
- Chris Sarandon - Jerry Dandrige
- William Ragsdale - Charley Brewster
- Amanda Bearse - Amy Peterson
- Roddy McDowall - Peter Vincent
- Stephen Geoffreys - 'Evil' Ed Thompson